# Soyouz MS-07
Soyouz MS-07 (en russe : Союз МС-07) est une mission spatiale dont le lancement a eu lieu le 17 décembre 2017. 
Le vaisseau transporte le commandant russe du Soyouz Anton Chkaplerov, le japonais Norishige Kanai et l'américain Scott David Tingle jusqu'à la Station spatiale internationale (ISS) pour qu'ils participent aux expéditions 54 et 55 de la Station spatiale internationale.
L’atterrissage a eu lieu le 3 juin 2018 dans les steppes kazakhes après 168 jours dans l'espace.

## Équipage
- Commandant : Anton Chkaplerov  (3),  Russie
- Ingénieur de vol 1 : Scott David Tingle (1),  États-Unis
- Ingénieur de vol 2 : Norishige Kanai  (1),  Japon

Le chiffre entre parenthèses indique le nombre de vols spatiaux effectués par l'astronaute, Soyouz MS-07 inclus.

### Réserve
- Commandant : Sergey Prokopyev,  Russie
- Ingénieur de vol 1 : Alexander Gerst,  Allemagne
- Ingénieur de vol 2 : Serena M. Auñón-Chancellor,  États-Unis

## Galerie

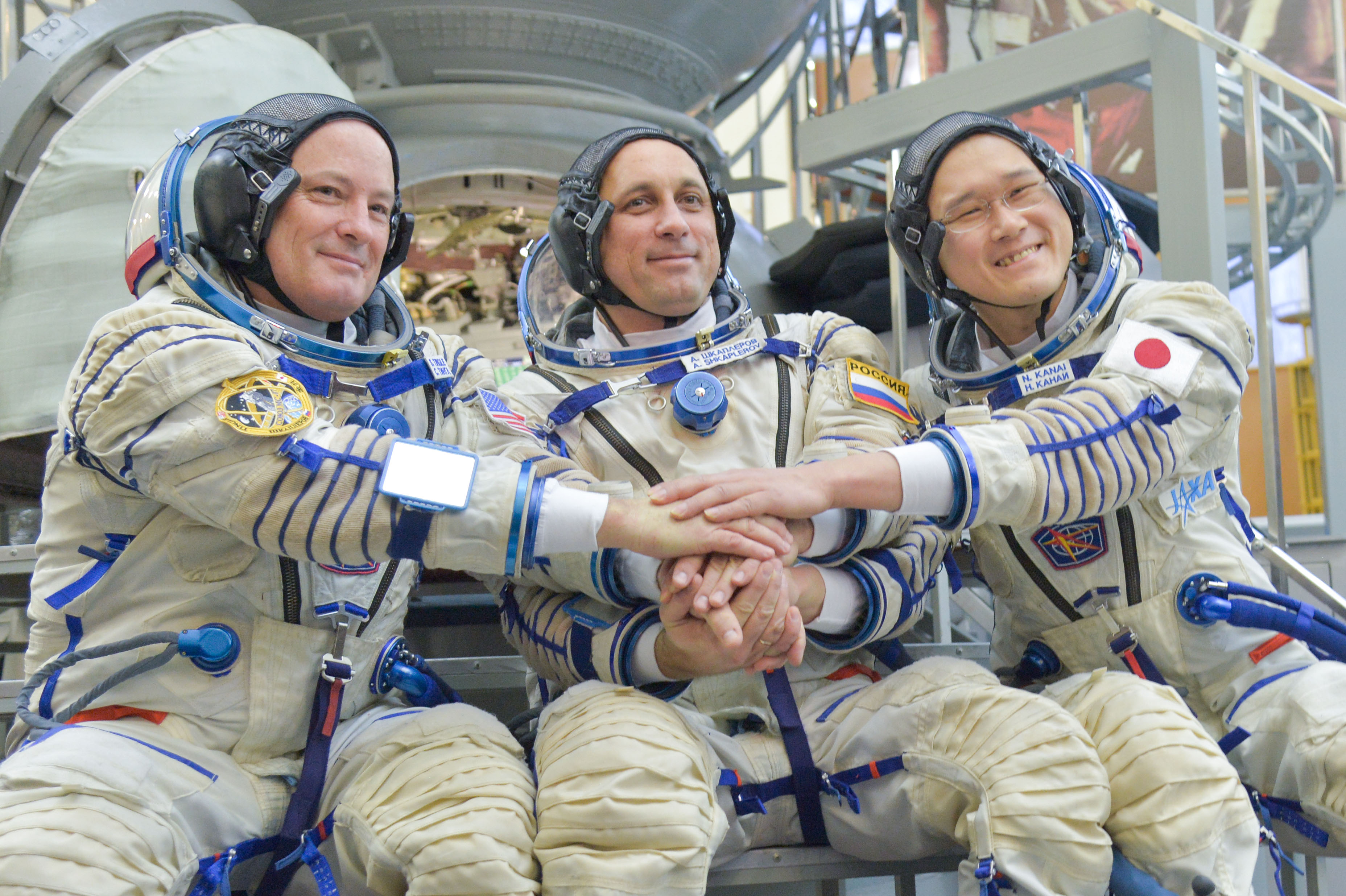
L'équipage
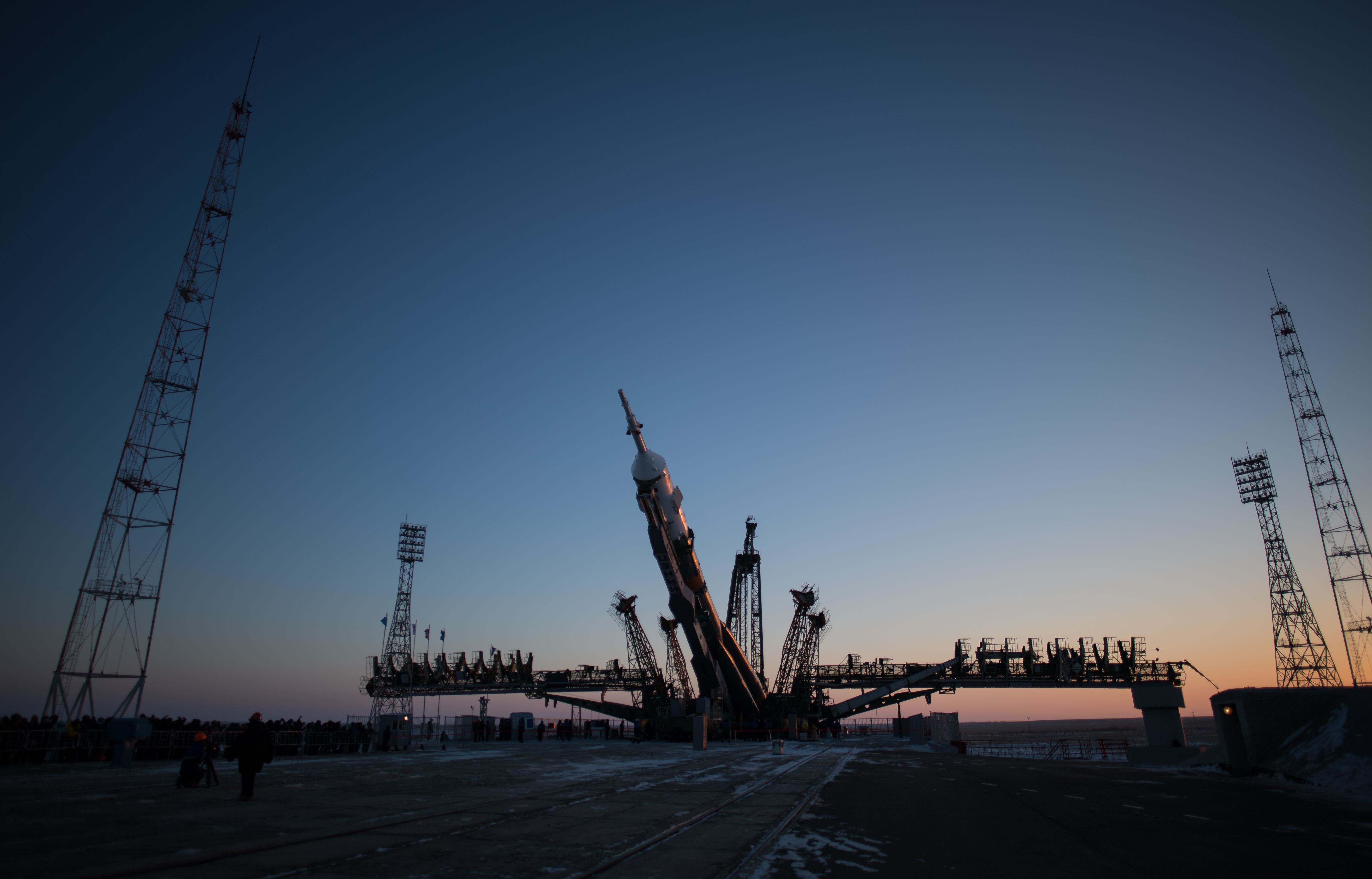
Le "rollout" du lanceur
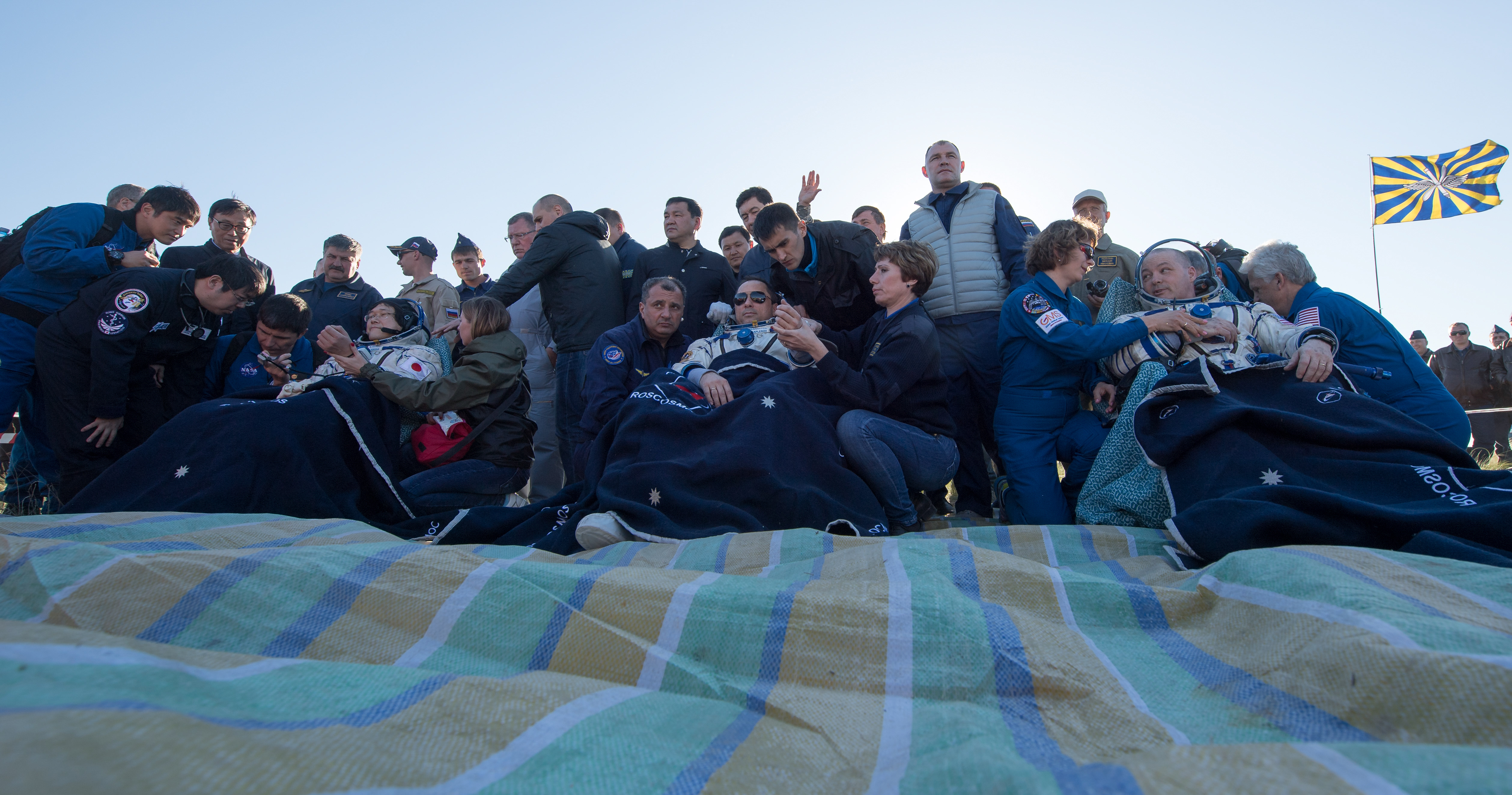
L'équipage après l’atterrissage.